# Schoenoplectus muriculatus
Schoenoplectus muriculatus là loài thực vật có hoa trong họ Cói. Loài này được (Kük.) Browning miêu tả khoa học đầu tiên năm 1991.